# إدل (ويسكونسن)
إدل (بالإنجليزية: Adell, Wisconsin) هي قرية تقع في الولايات المتحدة في مقاطعة شيبويجان. يقدر عدد سكانها بـ 516 نسمة ومساحتها 1.48 كم2 وترتفع عن سطح البحر 276 متر.

## التركيبة السكانية
قام مكتب تعداد الولايات المتحدة بتحديد بيانات التركيبة السكانية لإدل في تعداد الولايات المتحدة. في ما يلي، التركيبة السكانية حسب تعدادي 2000 و2010.

### تعداد عام 2000
بلغ عدد سكان أدل 3,435 نسمة بحسب تعداد عام 2000، وبلغ عدد الأسر 1,369 أسرة وعدد العائلات 898 عائلة مقيمة في المدينة. في حين سجلت الكثافة السكانية 1,050.1 نسمة لكل ميل مربع (405.4/كم2). وبلغ عدد الوحدات السكنية 1,419 وحدة بمتوسط كثافة قدره 433.8 نسمة لكل ميل مربع (167.5/كم2).
وتوزع التركيب العرقي للمدينة بنسبة 97.76% من البيض و 0.17% من الأمريكيين الأصليين و 0.41% من الأمريكيين ذوي الأصول الآسيوية و 0.15% من الأمريكيين الأفارقة و 0.99% من عرقين مختلطين أو أكثر.
بلغ عدد الأسر 1,369 أسرة كانت نسبة 37.0% منها لديها أطفال تحت سن الثامنة عشر تعيش معهم، وبلغت نسبة الأزواج القاطنين مع بعضهم البعض 53.3% من أصل المجموع الكلي للأسر، ونسبة 9.4% من الأسر كان لديها معيلات من الإناث دون وجود شريك، وكانت نسبة 34.4% من غير العائلات. تألفت نسبة 30.3% من أصل جميع الأسر من أفراد ونسبة 14.2% كانوا يعيش معهم شخص وحيد يبلغ من العمر 65 عاماً فما فوق. وبلغ الحجم الوسطي للأسر 3.09، أما الحجم الوسطي للعائلات فبلغ 2.46.
بلغ العمر الوسطي للسكان 36 عاماً. وكانت نسبة 7.2% بين الثامنة عشر والأربعة وعشرون عاماً، ونسبة 29.5% كانت واقعةً في الفئة العمرية ما بين الخامسة والعشرون حتى والأربعة وأربعون عاماً، ونسبة 20.6% كانت ما بين الخامسة والأربعون حتى الرابعة والستون، ونسبة 14.1% كانت ضمن فئة الخامسة والستون عاماً فما فوق. وتوزع التركيب الجنسي للسكان بنسبة 46.5% ذكور و53.5% إناث.

## معرض صور

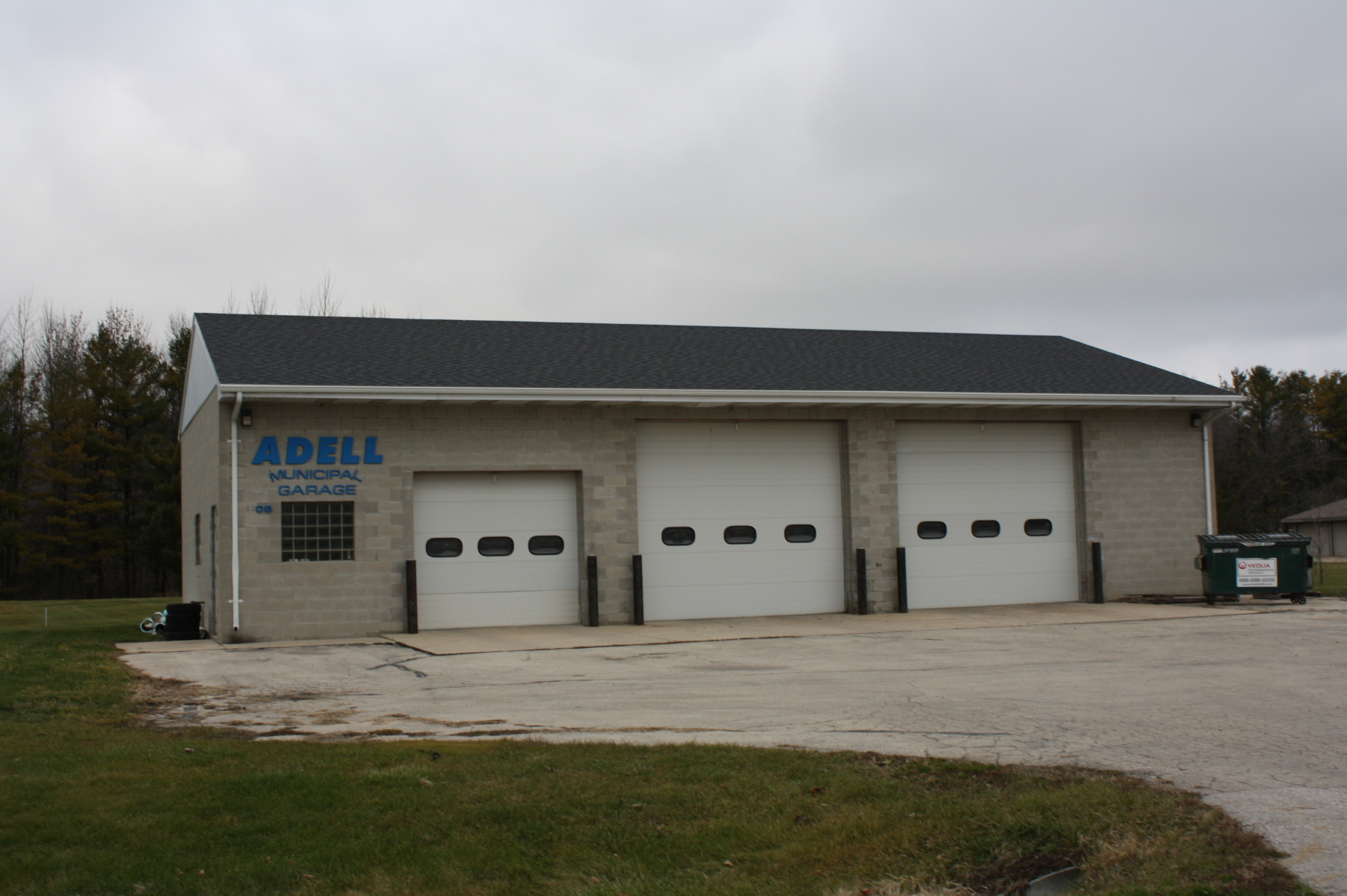
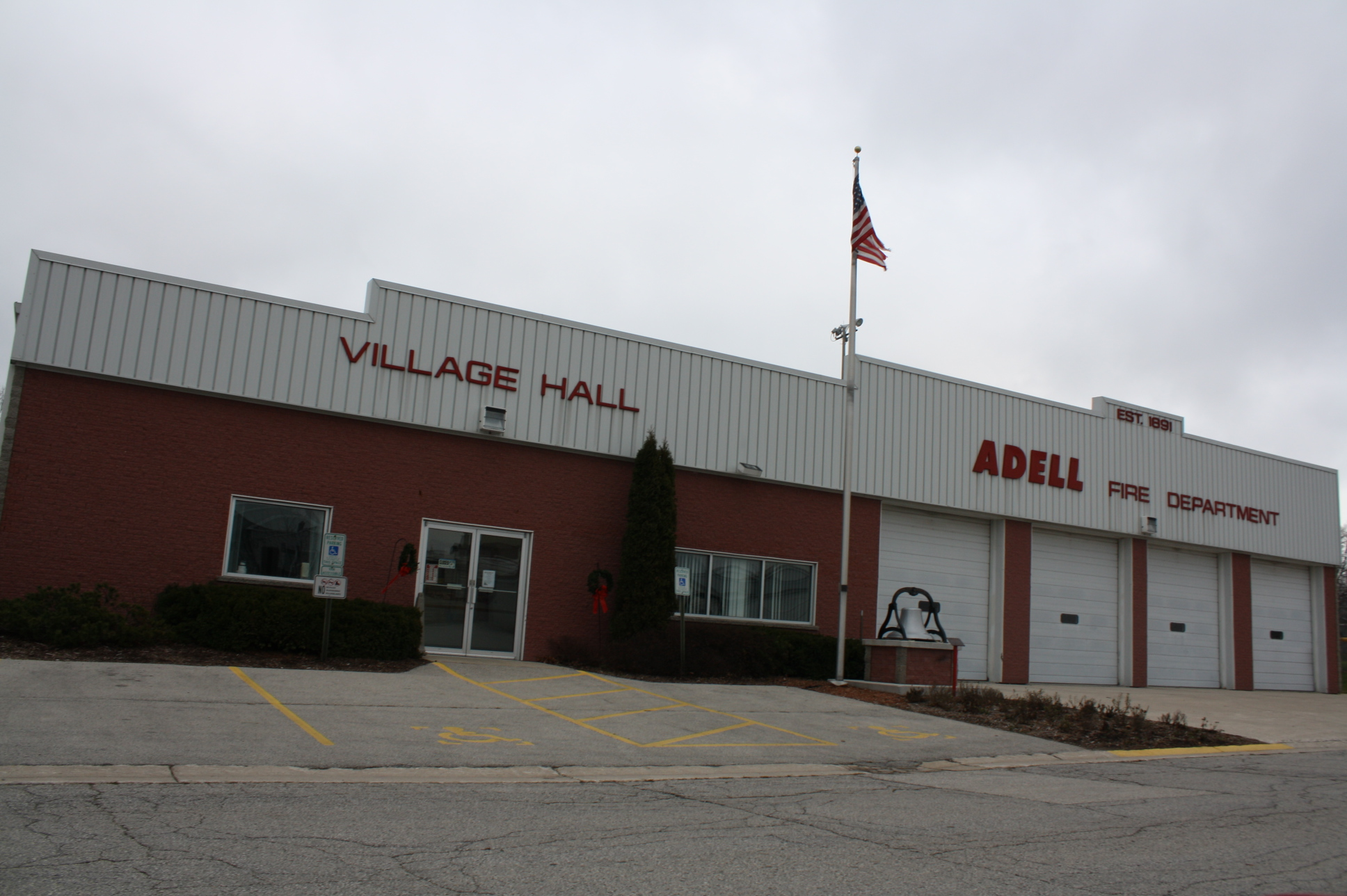
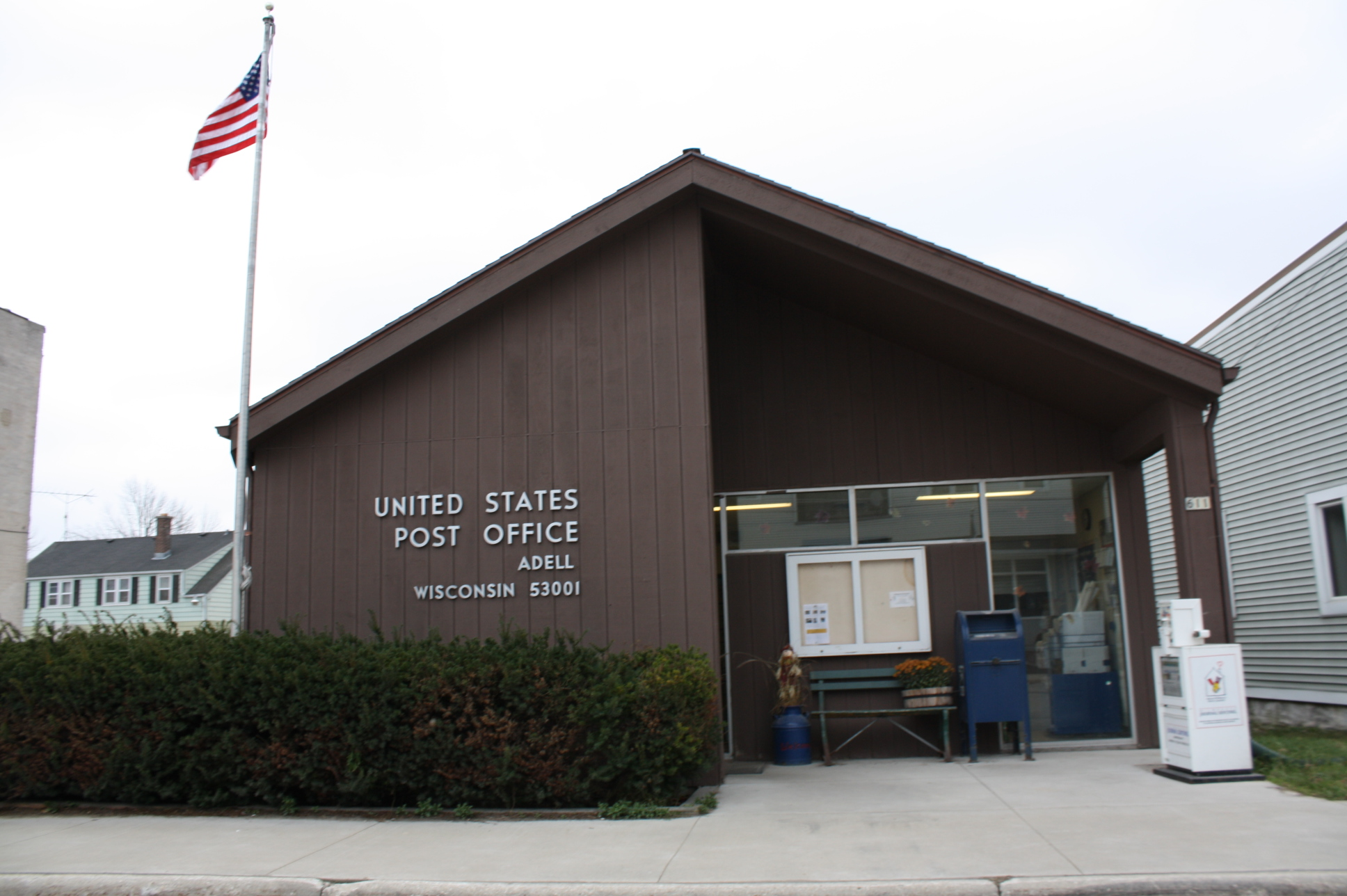
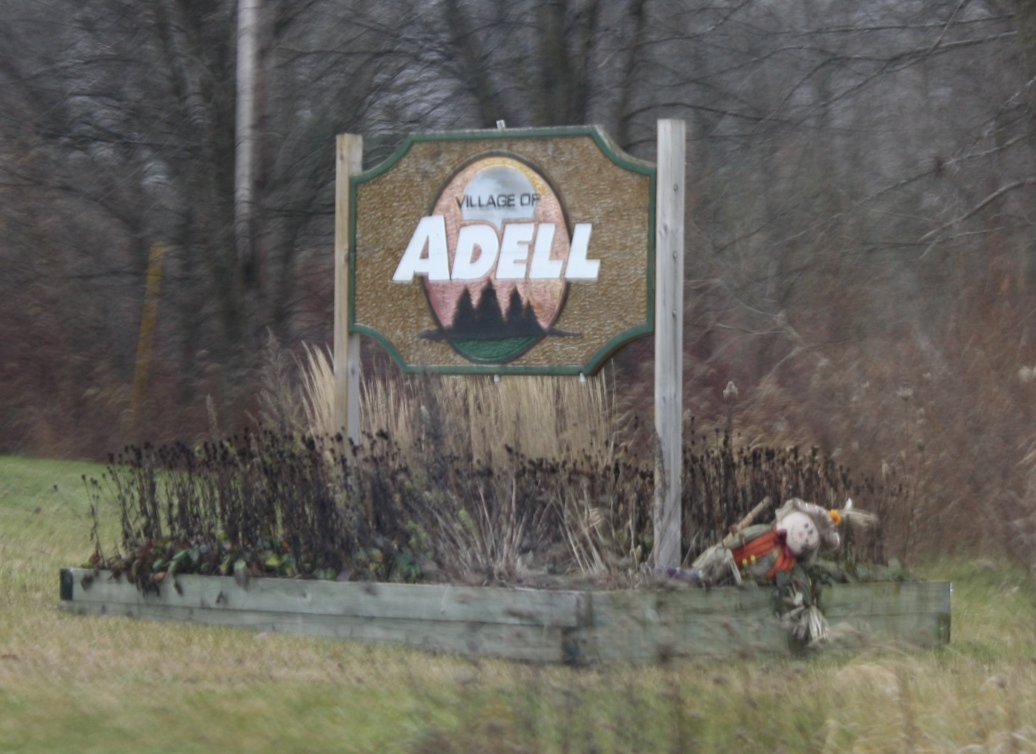
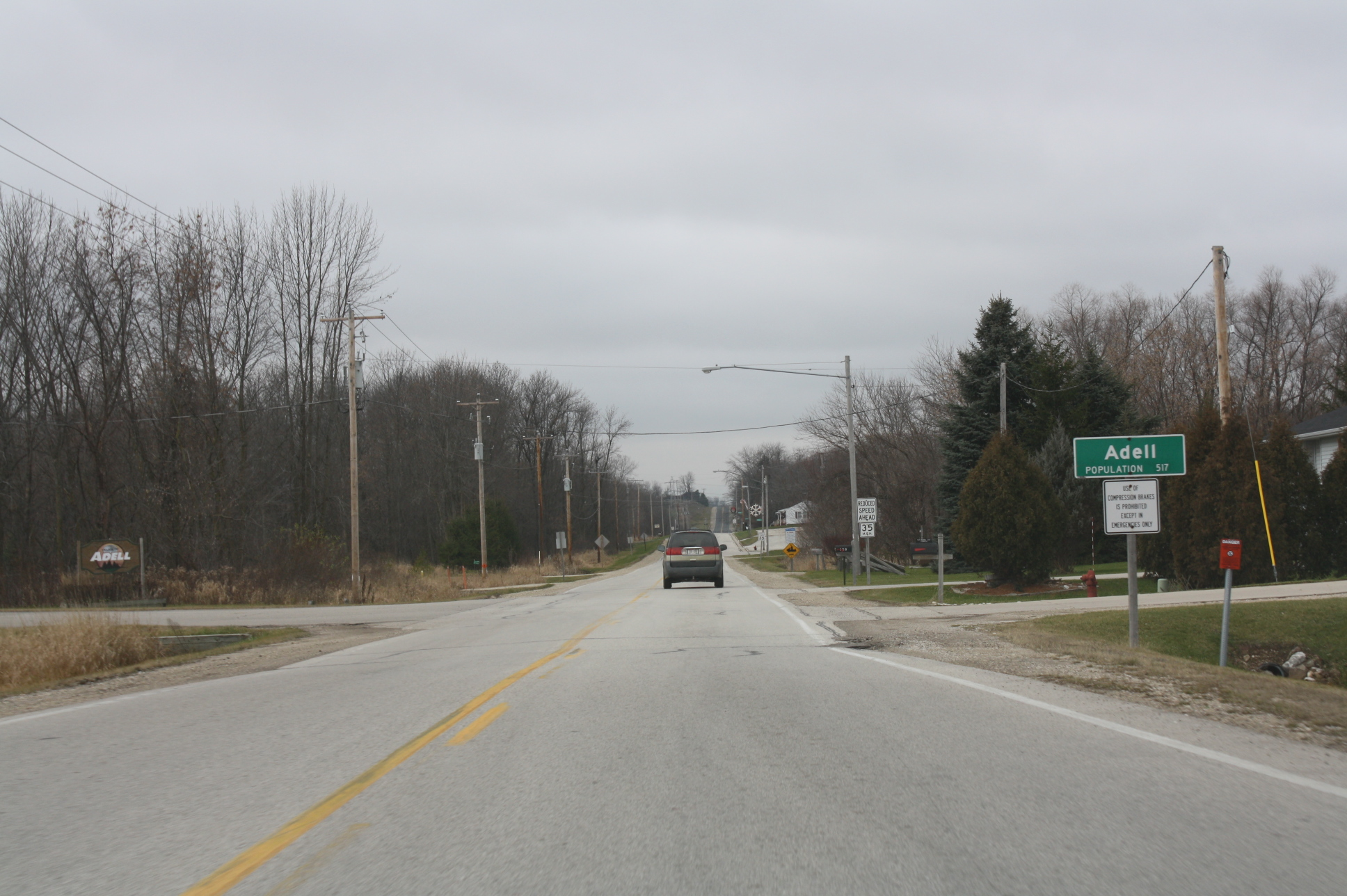
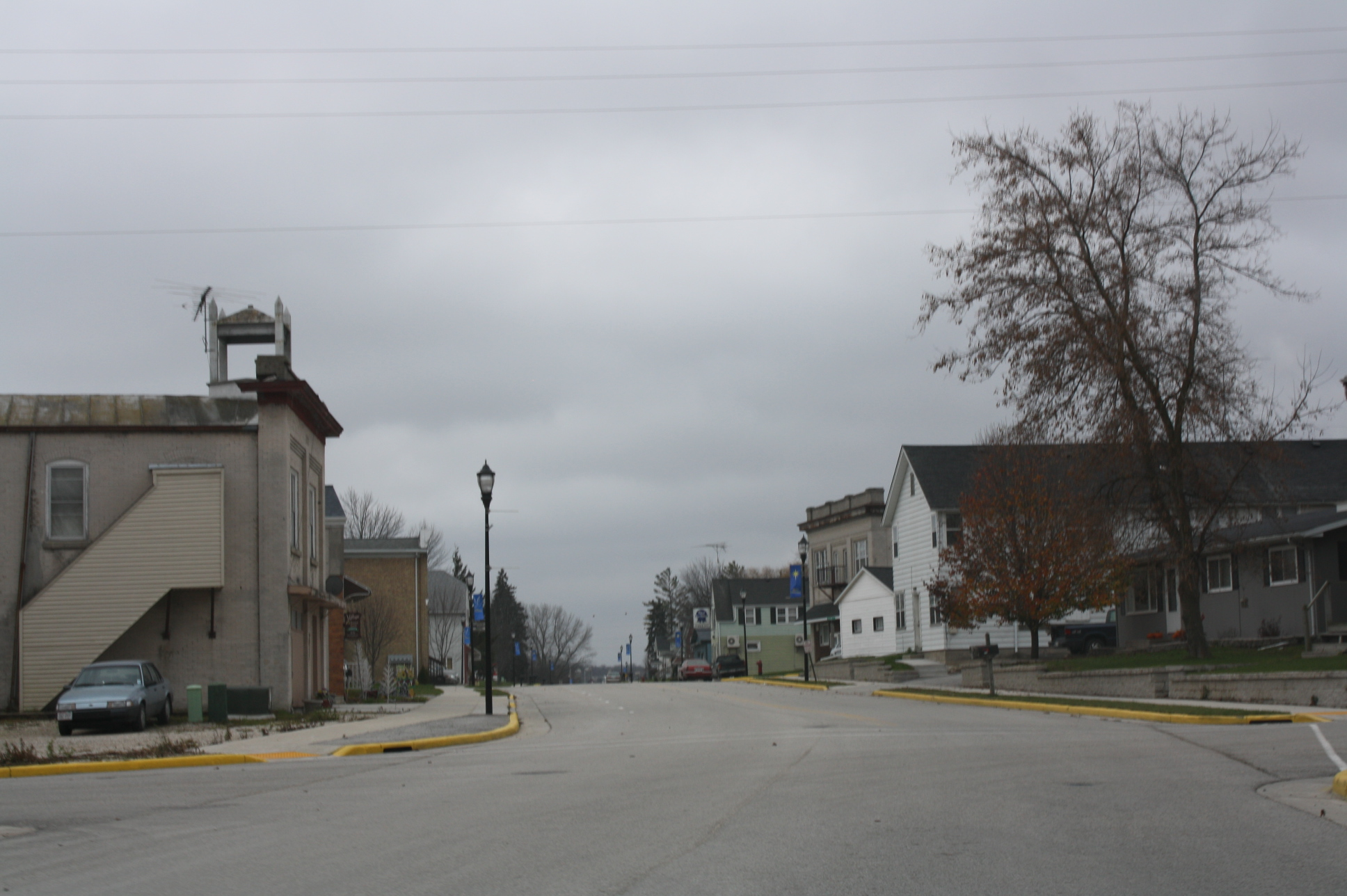

### تعداد عام 2010
بلغ عدد سكان أدل 3,682 نسمة بحسب تعداد عام 2010، وبلغ عدد الأسر 1,489 أسرة وعدد العائلات 943 عائلة مقيمة في المدينة. في حين سجلت الكثافة السكانية 1,126.0 نسمة لكل ميل مربع (434.8/كم2). وبلغ عدد الوحدات السكنية 1,579 وحدة بمتوسط كثافة قدره 482.9 لكل ميل مربع (186.4/كم2).
وتوزع التركيب العرقي للمدينة بنسبة 97.6% من البيض و 0.2% من الأمريكيين الأصليين و 0.5% من الأمريكيين ذوي الأصول الآسيوية و 0.2% من سكان جزر المحيط الهادئ و 0.3% من الأمريكيين الأفارقة و 0.7% من عرقين مختلطين أو أكثر.
بلغ عدد الأسر 1,489 أسرة كانت نسبة 34.4% منها لديها أطفال تحت سن الثامنة عشر تعيش معهم، وبلغت نسبة الأزواج القاطنين مع بعضهم البعض 47.5% من أصل المجموع الكلي للأسر، ونسبة 11.1% من الأسر كان لديها معيلات من الإناث دون وجود شريك، بينما كانت نسبة 4.6% من الأسر لديها معيلون من الذكور دون وجود شريكة وكانت نسبة 36.7% من غير العائلات. تألفت نسبة 31.6% من أصل جميع الأسر من أفراد ونسبة 12.8% كانوا يعيش معهم شخص وحيد يبلغ من العمر 65 عاماً فما فوق. وبلغ الحجم الوسطي للأسر 3.06، أما الحجم الوسطي للعائلات فبلغ 2.42.
بلغ العمر الوسطي للسكان 37.6 عاماً. وكانت نسبة 26.8% من القاطنين تحت سن الثامنة عشر، وكانت نسبة 7.7% بين الثامنة عشر والأربعة وعشرون عاماً، ونسبة 25.7% كانت واقعةً في الفئة العمرية ما بين الخامسة والعشرون حتى والأربعة وأربعون عاماً، ونسبة 27% كانت ما بين الخامسة والأربعون حتى الرابعة والستون، ونسبة 12.7% كانت ضمن فئة الخامسة والستون عاماً فما فوق. وتوزع التركيب الجنسي للسكان بنسبة 47.4% ذكور و52.6% إناث.